# The Mike Douglas Show
The Mike Douglas Show var en amerikansk talkshow som sändes i amerikansk TV från 1961 till 1982. Den leddes av Mike Douglas (1920-2006).